# إنسكيب (كاليفورنيا)
إنسكيب تجمع سكاني تقع إدارياً ضمن مقاطعة بوت (كاليفورنيا) في الولايات المتحدة.